# Омар Хамади (стадион)
«Омар Хамади» (араб. ستاد عمر حمّادي‎) — многофункциональное спортивное сооружение, в настоящее время вмещающее до 17 500 человек, расположенное в пригороде Алжира. В основном стадион используется в качестве домашней арены футбольного клуба «УСМ Алжир».

## История
Стадион был открыт в 1935 году как домашняя арена Спортивной Ассоциации Св. Эжена. Его архитектура сделала его одним из самых красивых стадионов своего времени. Помимо футбольных матчей на стадионе проводились соревнования по автогонкам, гандболу, мотоболу и другим видам спорта, а также проходили показы кинофильмов под открытым небом.
Изначально стадион имел лишь две трибуны — западную и восточную. Однако в 1957 году была сооружена южная трибуна, придав стадиону современный вид. При этом его вместимость возросла до 12 000 человек.
В 1981 году во время сильнейшего землетрясения, произошедшего недалеко от города, трибуны были сильно повреждены, и было принято решение к 2003 году окончательно разрушить сооружение.